# Whatever U Want
Whatever U Want  es un Sencillo De Christina Milian junto a Joe Budden
Del Álbum It's About Time
- Lanzado:	2004
- Formato:	Digital download/CD single/12" single
- Género:	R&B
- Sello Discográfico:	Island
- Escritores:	Bradley Spalter/Lambert Waldrip II/Aleese Simmons/Andre Mortion/Khaleef Chiles/James Banks/Henderson Thigpen
- Productores:	Bradley & Stereo
- Posición En Lista De Éxitos
  - #9 UK
  - #100 US

Whatever U Want es el Segundo sencillo del álbum It's About Time de Christina Milian, junto al rapero Joe Budden, solo logro llegar al puesto #9 en Reino Unido.
- Datos: Q4019302